# Загородский посад
Загородский посад (Загородье) — основное торгово-ремесленное поселение (посад) древней Твери. Первое упоминание в летописи относится к 1315 году. Посад располагался на правом берегу Волги, к юго-востоку от Тверского кремля («за городом»; отсюда название) в границах: север — берег р. Волги, юг — правый берег р. Тьмаки, запад — кремлёвский ров, восток — берег р. Волги (район бывшего Спасского монастыря) и устье р. Лазури. Примерная площадь посада составляла 95 га. С напольной (восточной) стороны посад был укреплен острогом, который впервые упоминается в 1452 году. Через Загородье проходили дороги в Москву и Владимир.
Улицы посада были кривыми, застроенными домами усадебного типа, и радиально расходились от Владимирских ворот Кремля, и заселялись, в основном, по ремесленному признаку. Так, Береговая улица (ныне Рыбацкая) шла в Рыбацкую слободу, где жили рыбаки. Большая Московская улица шла через торг (торговые ряды, гостиный двор) в Ямскую слободу. Вдоль Московской улицы размещались Стрелецкая и Пищальная слободки. У Благовещенских ворот селились и работали кузнецы, у р. Лазури размещались кожевенные и солодовые производства (ул. Солодовая). Многие ремесленники имели свои лавки, либо продавали свою продукцию торговым людям.
На территории посада летописями отмечены церковь Георгия (1390), Спасский монастырь (1360-72), монастырь Михаила Архангела (1320, находился за пределами посада), городской торг (1327). В 1626 году на посаде насчитывалось 25 церквей. В конце 17 в. в западной части посада располагались торговые ряды, гостиный двор и торговая площадь (район совр. Тверской площади). Северо-восточную часть посада занимала Ямская слобода. Основная застройка конца 17 века была связана с улицами Большой Московской и «Береговой в Рыбаки».
Бо́льшая часть посада была уничтожена во время пожара 1763 года, после регулярной перепланировки был отстроен, однако утратил своё первоначальное значение ремесленного поселения. Местность, занимаемая Загородским посадом в прошлом, в настоящее время находится на территории Центрального района Твери.